# Имамходжаев, Диёр Аброрович

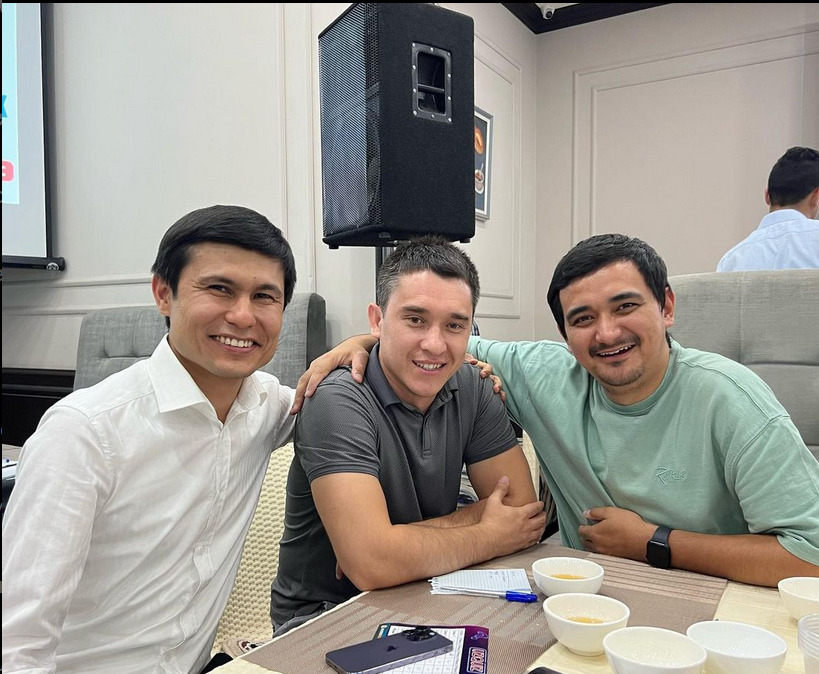
Хушнуд Худайбердиев, Диёр Имамходжаев и Мухрим Агзамходжаев

Имамходжаев Диёр Аброрович (родился 22 сентября 1989 года в Ташкенте) — узбекский футбольный специалист, футбольный комментатор, генеральный директор Профессиональной футбольной лиги Узбекистана (с 1 июня 2020 года по настоящее время). Внук спортивного комментатора и футбольного арбитра Ахбора Имамходжаева. 

## Биография
В 1996-2005 годах Диёр Имамходжаев учился в школе №320 в г. Ташкенте. С 2007 по 2011 годы учился на бакалавра международной журналистики в Узбекском государственном университете мировых языков. В 2018 году начал работать в Профессиональной футбольной лиге Узбекистана в качестве советника генерального директора, в этом же году поступил на факультет футбола Узбекского государственного университета физической культуры и спорта на вторую специальность. В 2021 году окончил этот ВУЗ как футбольный специалист.

## Интерес к журналистике
Его отец Аброр Имамходжаев (старший сын Ахбора Имамходжаева, брата спортивного комментатора Зафара Имамходжаева), много лет работал в Узбекской национальной телерадиокомпании, а в 2000 году возглавил недавно открывшуюся спортивную студию при телеканале «Ёшлар». Наряду с Аброром Имамходжаевым в студии работал известный футбольный комментатор Хайрулла Хамидов. Его шоу «Футбол+» и программа «Европейская неделя футбола», написанная известным российским комментатором Георгием Черданцевым, послужившая источником для этого шоу, стали большим стимулом для интереса Диёра Имамходжаева к футбольной журналистике.
Также с 2001 по 2002 годы в газете «Футбол» вместе работали такие специалисты, как Аброр Имамходжаев, Хайрулла Хамидов, Аваз Бердыкулов. Юный футбольный болельщик читал газету, не пропустив ни одного номера. Таким образом, у него появились два кумира футбольной журналистики: Хайрулла Хамидов и Аваз Бердыкулов.
К 2005 году Диёр Имамходжаев не смог поступить в академический лицей Университета мировой экономики и дипломатии и начал работать звукорежиссером радиостанции «Навруз». К этому времени Хайрулла Хамидов был автором религиозных и просветительских программ на радио, а также издавал газету «Одамлар орасида» вместе с Авазом Бердыкуловым и Икромом Улугбаевым. Первые статьи Диёра Имамходжаева появились в этом номере благодаря Хайрулле Хамидову.
До 2010 года uff.uz играл важную роль в узбекском футболе. Позже этот сайт стал базой для деятельности таких изданий, как «Чемпион», «Стадион». В этих изданиях Диер Имамходжаев познакомился с такими мастерами своего дела, как Шухрат Шакирджонов, Кахрамон Асланов, Мухрим Азамходжаев, Хушнуд Худойбердиев.

## Профессиональная деятельность
Диер в качестве звукорежиссера на Радио Навруз в 2005 году вел вещание с 2008 года. Ахбор Имамходжаев передал внуку прямую трансляцию своего «Футбольного перекрестка». В дополнение к часовой трансляции, посвященной футболу каждое воскресенье, он позже транслировал спортивные новости дважды в день. Параллельно продолжил обучение на факультете международной журналистики.
В 2011 году Диер Имамходжаев принимал непосредственное участие в создании популярного издания kun.uz. Пять студентов Университета мировых языков основали издание «Кун» под руководством Мухрима Азамходжаева (главного редактора «Дарё»).
В том же году пресс-секретарь Футбольной ассоциации Узбекистана Санжар Ризаев (эксперт Азиатской футбольной конфедерации) пригласил Мухрима Азамходжаева и Диёра Имамходжаева в пресс-службу Профессиональной футбольной лиги Узбекистана. Но через полгода, в сентябре 2012 года, Диёр получил годичный грант в Национальном университете Джакарты и уехал в Индонезию.
В 2013 году начал работать на телерадиоканале «Спорт». Работал над авторским шоу «Футбольное обозрение» Зафара Имамходжаева. В 2015 году он транслировал свою авторскую программу «Соккер клуб». Этот проект стал поводом для того, чтобы попрощаться с Национальной телерадиокомпанией.
В 2015 году пресс-служба футбольного клуба «Локомотив» предложила работу. Через 2 месяца деятельности Диёр Имамходжаев перешел на интернет-издание «Дарё» по предложению Мухрима Азамходжаева. С 2016 года он также параллельно сотрудничал с championat.asia. Он также освещал Английскую Премьер-лигу, испанскую Ла Лигу, итальянскую Серию А, Лигу чемпионов Европы и Лигу Европы в период с 2016 по 2020 годы на UzReport TV и Futbol TV.
В 2018 году первый вице-президент Футбольной ассоциации Узбекистана Умид Ахмаджанов пригласил Диёра Имамходжаева в качестве советника генерального директора Профессиональной футбольной лиги Узбекистана. С 2019 года он начал работать заместителем генерального директора ПФЛ Узбекистана. С 1 июня 2020 года по рекомендации президента Ассоциации футбола Узбекистана Абдусалома Азизова стал генеральным директором Профессиональной футбольной лиги Узбекистана.
У Диёра Имамходжаева есть свой канал в Telegram, где он делится контентом как в футболе, так и в профессиональной деятельности. Пока что этот канал является первым источником освещения позиции генерального директора организации в СМИ.